# Клек (Зрењанин)
Клек (рум. Clec) је насеље града Зрењанина у Средњобанатском округу. Према попису из 2022. било је 2237 становника.

## Историја
Први писани документи потичу из спискова о прикупљању папског десетка и неких манастирских записа. Ови документи су ретки, као што су била ретка и насеља. Тек по престанку турске владавине, у XVIII веку, почиње нагло насељавање места у овом крају, њихово ширење и развој. У другој половини XVIII века, у време владавине краљице Марије Терезије, државни чиновници, официри и трговци купују од државе огромне пустаре, постају велепоседници и значајно утичу на насељавање и развој Средњег Баната. Велики велепоседник у Клеку, али и знатно ширем региону била је породица Лазар. Интензивније насељавање се бележи 1765. године када краљевска администрација наређује насељавање Румуна, номада, сточара и овчара са обале Мароша. Пошто је подручје било водоплавно, прве куће су грађене на узвишици према Јанков Мосту (тадашњи Јанкахид), па је тај део и данас познат као „старо село“. Ова 1765. година се и званично сматра годином настанка Клека.
Након кратког временског периода, досељавају се и Срби, али убрзо бивају пресељени на „Војну границу“ по државној директиви 1783/1784. године. По аустријском царском ревизору Ерлеру 1774. године Клек је претежно српско место у Бечкерешком округу и дистрикту. Међутим када је 1797. године пописан православни клир, једини свештеник парох поп Павел Димитријевић (рукоп. 1769) служио се само румунским језиком. Уместо Срба, државна администрација аустријске монархије на ово подручје насељава Немце из Француске (постоје записи са именима Жирадо, Гиљум и сл). Највећи број румунских сточара и овчара се такође раселио на подручје Овче, Глогоња, Јанков Моста и Јабуке, а „старо село“ је порушено. Немци су изградили ново насеље прво именом Клек, па Бегафо, па опет Клек, што се задржало и до данашњег дана.
Клек је 1822. године био велико село (комуна) са 209 кућних бројева и 1473 становника припадала је наследницима Лазара. А 1850. године у Клеку је установљен матични уред.
Од значајнијих датума, с почетка XX века, треба издвојити 1900.-ту годину, када је изграђена и пуштена у рад железничка пруга Велики Бечкерек (Зрењанин) - Темишвар. Пруга је пролазила кроз центар Клека и имала је велики значај за свеобухватан развој места. 1910.-те године почела је изградња уставе-преводнице бродова на реци Бегеј, која ускоро постаје важна речна саобраћајница. Та година је забележена и црним словима у историји села, пошто је избила епидемија колере коју са собом донели управо радници на тој брани. У то време у месту постоји и ради и циглана на пару, која је припадала фирми „Бунди“. 1911. године село има 272 куће, пошту, телеграф и железничку станицу.
Други светски рат затекао је ово село са више него затегнутим односима између преосталих Румуна и Немаца, који су били под снажним утицајем Хитлерове Немачке. Село је током рата било под немачком окупацијом. Пред крај рата немачке породице се исељавају, тако да су Руси, октобра 1944. године приликом уласка у ослобођени Клек затекли само румунске породице.
Крај Другог светског рата и Закон о аграрној реформи и колонизацији СФРЈ од 1945/8/28. доносе организовано насељавање овог региона живљем из Босне и Херцеговине. У јесен 1945. године у Клек стижу Срби из источне Херцеговине, углавном из околине Требиња. Доселило се 233 породице са укупно 1389 чланова домаћинства. Они и њихови потомци, чине највећи број становништва данашњег Клека.
Клек је познат и као „Олимпијско село“, како су га прозвали медији. Клечани су до сада освојили 5 медаља на Олимпијским играма и разне друге спортске трофеје. Статистички гледано, ако поделите број становника места са бројем медаља освојених на Олимпијским играма, највећу шансу да освојите медаљу на Олимпијади имате ако сте рођени баш у Клеку, поготово ако сте пореклом од оних Клечана чији су преци Срби досељени из источне Херцеговине одмах после Другог светског рата. Познати спортисти из Клека су прослављени кошаркаш Дејан Бодирога, одбојкаши браћа Грбићи и други. Много времена пре њих, 70-их година, славу Клека у тадашњој Југославији је пронела женска одбојкашка репрезентација из Клека, која је поразила многе познате одбојкашке тимове у тадашњој држави.

## Демографија
У насељу Клек живи 2394 пунолетна становника, а просечна старост становништва износи 38,9 година (37,9 код мушкараца и 39,9 код жена). У насељу има 873 домаћинства, а просечан број чланова по домаћинству је 3,39.
Ово насеље је великим делом насељено Србима (према попису из 2002. године).
|  |

| Демографија | Демографија | Демографија |
| Година      | Становника  | Становника  |
| ----------- | ----------- | ----------- |
| 1948.       | 1.608       |             |
| 1953.       | 1.635       |             |
| 1961.       | 1.835       |             |
| 1971.       | 1.990       |             |
| 1981.       | 2.401       |             |
| 1991.       | 2.729       | 2.681       |
| 2002.       | 2.959       | 3.009       |

| Етнички састав према попису из 2002.‍ | Етнички састав према попису из 2002.‍ | Етнички састав према попису из 2002.‍ | Етнички састав према попису из 2002.‍ | Етнички састав према попису из 2002.‍ |
| ------------------------------------ | ------------------------------------ | ------------------------------------ | ------------------------------------ | ------------------------------------ |
|                                      |                                      |                                      |                                      |                                      |
| Срби                                 | Срби                                 |                                      | 2.687                                | 90,80%                               |
| Румуни                               | Румуни                               |                                      | 73                                   | 2,46%                                |
| Мађари                               | Мађари                               |                                      | 47                                   | 1,58%                                |
| Роми                                 | Роми                                 |                                      | 43                                   | 1,45%                                |
| Југословени                          | Југословени                          |                                      | 25                                   | 0,84%                                |
| Црногорци                            | Црногорци                            |                                      | 15                                   | 0,50%                                |
| Македонци                            | Македонци                            |                                      | 9                                    | 0,30%                                |
| Хрвати                               | Хрвати                               |                                      | 5                                    | 0,16%                                |
| Немци                                | Немци                                |                                      | 4                                    | 0,13%                                |
| Словаци                              | Словаци                              |                                      | 3                                    | 0,10%                                |
| Словенци                             | Словенци                             |                                      | 1                                    | 0,03%                                |
| Руси                                 | Руси                                 |                                      | 1                                    | 0,03%                                |
| Муслимани                            | Муслимани                            |                                      | 1                                    | 0,03%                                |
| непознато                            | непознато                            |                                      | 11                                   | 0,37%                                |

| Година пописа     | 1948. | 1953. | 1961. | 1971. | 1981. | 1991. | 2002. |
| ----------------- | ----- | ----- | ----- | ----- | ----- | ----- | ----- |
| Број домаћинстава | 311   | 328   | 427   | 501   | 660   | 784   | 873   |

| Број чланова      | 1   | 2   | 3   | 4   | 5   | 6  | 7  | 8 | 9 | 10 и више | Просек |
| ----------------- | --- | --- | --- | --- | --- | -- | -- | - | - | --------- | ------ |
| Број домаћинстава | 107 | 164 | 164 | 257 | 107 | 54 | 18 | 0 | 1 | 1         | 3,39   |

| Пол    | Укупно | Неожењен/Неудата | Ожењен/Удата | Удовац/Удовица | Разведен/Разведена | Непознато |
| ------ | ------ | ---------------- | ------------ | -------------- | ------------------ | --------- |
| Мушки  | 1.250  | 436              | 744          | 52             | 14                 | 4         |
| Женски | 1.282  | 318              | 753          | 187            | 23                 | 1         |
| УКУПНО | 2.532  | 754              | 1.497        | 239            | 37                 | 5         |

| Пол    | Укупно                    | Пољопривреда, лов и шумарство | Рибарство                            | Вађење руде и камена | Прерађивачка индустрија       |
| ------ | ------------------------- | ----------------------------- | ------------------------------------ | -------------------- | ----------------------------- |
| Мушки  | 540                       | 103                           | 0                                    | 9                    | 145                           |
| Женски | 424                       | 50                            | 0                                    | 0                    | 107                           |
| УКУПНО | 964                       | 153                           | 0                                    | 9                    | 252                           |
| Пол    | Производња и снабдевање   | Грађевинарство                | Трговина                             | Хотели и ресторани   | Саобраћај, складиштење и везе |
| Мушки  | 21                        | 46                            | 78                                   | 12                   | 36                            |
| Женски | 9                         | 13                            | 104                                  | 5                    | 9                             |
| УКУПНО | 30                        | 59                            | 182                                  | 17                   | 45                            |
| Пол    | Финансијско посредовање   | Некретнине                    | Државна управа и одбрана             | Образовање           | Здравствени и социјални рад   |
| Мушки  | 9                         | 10                            | 28                                   | 16                   | 15                            |
| Женски | 17                        | 1                             | 15                                   | 42                   | 44                            |
| УКУПНО | 26                        | 11                            | 43                                   | 58                   | 59                            |
| Пол    | Остале услужне активности | Приватна домаћинства          | Екстериторијалне организације и тела | Непознато            | Непознато                     |
| Мушки  | 8                         | 0                             | 0                                    | 4                    | 4                             |
| Женски | 8                         | 0                             | 0                                    | 0                    | 0                             |
| УКУПНО | 16                        | 0                             | 0                                    | 4                    | 4                             |

## Спорт
- ОК Клек Србијашуме (до 2010. ГИК Банат)
- ОФК Клек
- Карате клуб Клек

## Галерија
- Кућа на чијем се месту налазила католичка црква